# Piece (Yui Aragaki)
Piece è un singolo della cantante giapponese Yui Aragaki, pubblicato il 25 febbraio 2009.

Il singolo anticipa l'album Hug, distribuito circa quattro mesi più tardi, il 17 giugno 2009.

## Videoclip
Il video del singolo è stato realizzato dal regista Yoshiyuki Momose, non nuovo alla realizzazione di video musicali animati, avendo già diretto per il gruppo capsule ben tre videoclip dal 2004 al 2005.

Essendo un genere piuttosto diverso da quello del duo di musica elettronica, stavolta nel video non sono presenti scenografie futuristiche o caratteristiche fantascientifiche, come in Space station No. 9 per esempio. Protagonista del video è infatti una ragazza semplice, mentre vive la sua giornata.

## Tracce
1. Piece - 4:25
2. Supākuru (スパークル?, Sparkle) - 4:13
3. Anata ni (あなたに?, To You) - 4:18
4. Piece (Versione solo voce) - 2:50
5. Piece (Versione strumentale) - 4:23